# Вахтель, Элмер
Элмер Вахтель (Вачтел) (англ. Elmer Wachtel; 1864—1929) — американский художник-импрессионист, работавший в Южной Калифорнии.

## Биография
Родился 21 января 1864 года в Балтиморе, штат Мэриленд.
В 1882 году он переехал в Калифорнию, чтобы жить со своим братом, который работал в городе Сан-Гейбриел.
Первоначально Элмер работал на ранчо, затем — в магазине в качестве продавца мебели, зарабатывая средства для посещения художественного училища. Интересно, что некоторое время он даже работал как скрипач, выступая в филармоническом оркестре Лос-Анджелеса. Несмотря на то, что он учился в течение двух месяцев в Нью-Йоркской Лиге студентов-художников и позже — в Лондонской школе Lambeth School of Art, Вахтель был в значительной степени самоучкой.
В 1904 году в Чикаго он женился на художнице Марион Каванаф, они переехали в Калифорнию, где вместе жили и работали в местности Arroyo Seco, недалеко от Лос-Анджелеса. Элмер работал маслом, а Марион — акварелью, чтобы не конкурировать между собой. Много путешествовали по югу США и Мексике. Элмер Вахтель стал известен как мастер пейзажной живописи. Умер внезапно 31 августа 1929 года во время рабочей поездки в Гвадалахару, Мексика. Работы художника можно увидеть в художественном музее Лугуна-Бич.

Некоторые работы
Trees in Summer
Sierra runoff
Sierra panorama